# Linea Circolare di Ōsaka
La linea Circolare di Ōsaka (大阪環状線?, Ōsaka kanjō-sen) è una ferrovia a scartamento ridotto a Ōsaka, in Giappone, gestita dalla West Japan Railway Company (JR West). Si sviluppa in un anello attorno al centro della città.
La seconda linea parzialmente circolare, la linea Ōsaka Higashi, si sviluppa più lontana dal centro e riguarda essenzialmente le zone sud, est e nord della città. Il primo tratto dalla stazione di Hanaten alla stazione di Kyūhōji fu aperto il 15 marzo 2008 mentre il tratto tra la stazione di Shigino e la stazione di Shin-Ōsaka fu inaugurato il 16 marzo 2019.

## Caratteristiche

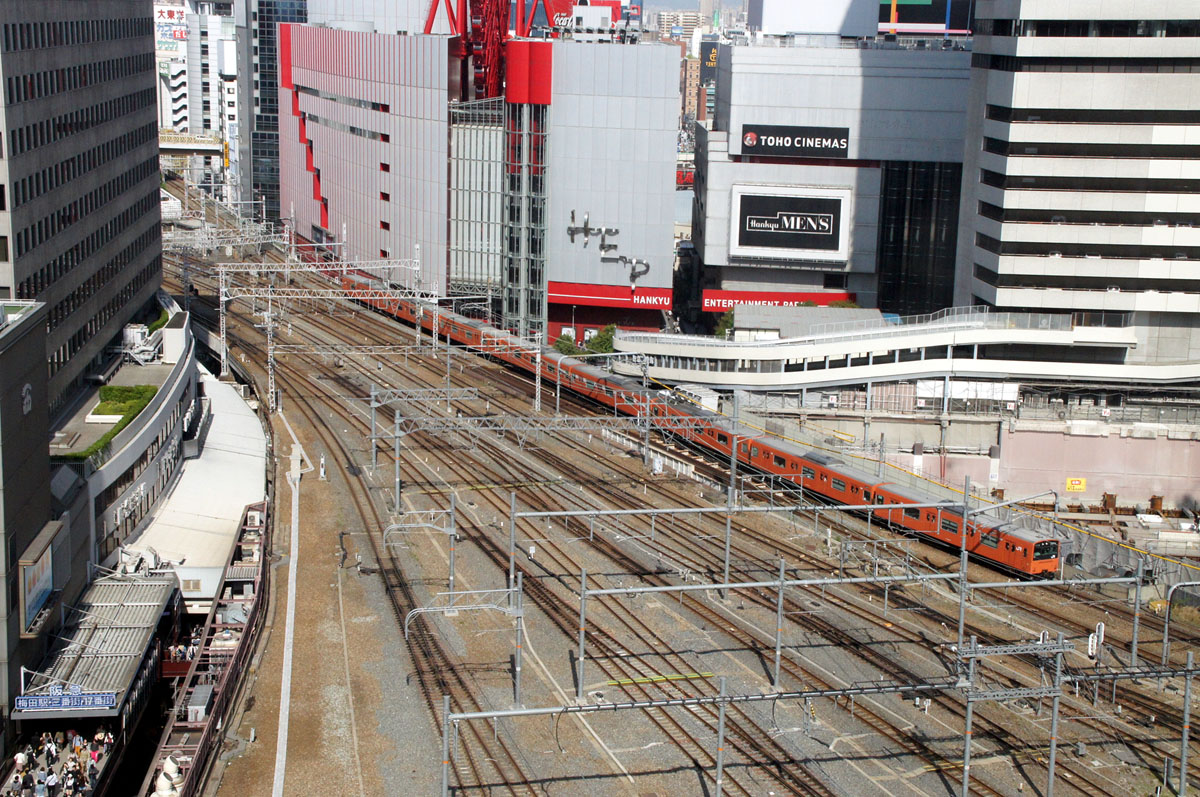
Binari della linea circolare nei pressi di Umeda

Questa linea circolare è costituita da due binari attorno al cuore della città di Osaka. La maggior parte dei treni è composta da 8 carrozze, con il distintivo colore arancione con un motivo bianco della JR sul fronte, i lati e il retro. Gli orari sono variabili, ma solitamente due treni lasciano le stazioni di Tennōji e Ōsaka ogni sette minuti in direzioni opposte.

## Storia
La linea circolare di Osaka consiste in quattro segmenti ferroviari
Linea Jōtō
Metà orientale della linea corrente, Osaka - Tennōji via Kyōbashi
Linea Nishinari
Il quarto settentrionale, Osaka - Nishi-Kujō
Linea Principale merci Kansai
La porzione a sud, Tennōji - apparato centrale Sakaigawa
Sezione costruita a nuovo
La rimanente per completare la linea, Nishi-Kujō - Sakaigawa AC

### Linea Jōtō
La sezione fra Osaka e Tennōji via Kyōbashi, l'emiciclo orientale della linea attuale fu costruita dalle Ferrovie di Osaka (大阪鉄道?, Osaka Tetsudō) per collegare la sua rete a sud della città con quella governativa. Nel 1895 la linea venne aperta in due diversi momenti: la prima tratta di 3,8 km fra Tennōji e Tamatsukuri il 28 maggio, e la seconda, fra Tamatsukuri e Umeda, di 7 km, il 17 ottobre.
Nel frattempo, nel 1889 la compagnia aveva completato il collegamento fra la stazione di Kashiwara, quella di Tennōji e Minatomachi (湊町? l'attuale stazione di Namba JR), compresa una piccola porzione della linea circolare, quella fra Tennōji e Imamiya; la stessa stazione venne aperta l'anno dopo, nel 1890 fra Tennōji e Minatomachi.
Nel 1900 le Ferrovie del Kansai (関西鉄道?, Kansai Tetsudō, chiamate anche Kansei o Kwansai) si fusero con le Ferrovie di Osaka e unificarono le stazioni di Umeda e di Ōsaka (quest'ultima, delle Ferrovie Nazionali Giapponesi). La linea venne acquistata nel 1907 dal governo e nel 1909 venne chiamata "linea Jōtō" (城東線?, Jōtō sen), che significa "a est del castello.
Nel 1930 le chilometriche vennero modificate sul sistema metrico, e la distanza passò quindi da 6,6 miglia a 10,7 km. L'elettrificazione della porzione fu completata nel 1933.

### Linea Nishinari
La porzione nord-occidentale della linea, la Osaka - Nishi-Kujō, fu costruita dalla Ferrovia Nishinari (西成鉄道?, Nishinari Tetsudō) per permettere l'accesso ai treni al porto di Osaka. Nel 1898 la compagnia aprì la porzione Osaka - Ajikawaguchi, nel 1904 la linea venne ceduta al governo, e nel 1906 avvenne ufficialmente la nazionalizzazione, come per le altre linee. Nel 1909 la ferrovia venne chiamata "Linea Nishinari" (西成線?, Nishinari sen), e includeva anche l'attuale linea Sakurajima.
L'elettrificazione della tratta avvenne nel 1941.

### Linea principale Kansai
La sezione sud-ovest della linea circolare, quella fra Tennōji e il posto di comando di Sakaigawa (abbandonato nel 2006, fra Taishō e Bentenchō) fu inizialmente pensata solo per il traffico merci dalle allora ferrovie nazionali. Nel 1928 venne unita alla diramazione merci della linea principale Kansai che univa Imamiya - Naniwa (浪速?) - Osaka-minato (大阪港?) con una distanza di 8,4 km. Le stazioni di Osaka-Minato e Osaka-Tōkō furono dismesse nel 1984.

### Linea circolare
Per realizzare una linea circolare, vennero creati ex novo dei binari fra Nishi-Kujō e il posto di comando di Sakaigawa dalle ferrovie nazionali. Nel 1961 aprì la nuova sezione, e tutta la nuova linea circolare formatasi venne chiamata, appunto, linea circolare. La sezione Nishi-Kujō - Sakurajima venne invece chiamata "linea Sakurajima".
I primi servizi sulla nuova ferrovia iniziarono nel 1964 con il completamento del doppio binario attorno a Nishi-Kujō. Fino ad allora i servizi erano stati effettuati con la forma di un "6" specchiato: Sakurajima - Nishi-Kujō - Osaka - Kyōbashi - Tennōji - Nishi-Kujō. I binari fra Tennōji e Shin-Imamiya vennero quadruplicati nel 1968 per separare il traffico della linea principale Kansai.

## Servizi
Su questa linea JR West opera diverse tipologie di treni. La linea serve come collegamento fra le due principali stazioni di Osaka, Tennōji a sud e Ōsaka centrale a nord. Alcuni espressi limitati collegano la parte nord e sud della regione Osaka-Kobe-Kyoto usando la linea come bypass per la linea principale Tōkaidō a nord e la linea Hanwa a sud. Il traffico è maggiore nel lato orientale, la sezione Osaka - Kyōbashi - Tennōji, rispetto che in quella occidentale via Nishi-Kujō.

### Direzioni
La linea circolare di Osaka non è in grado di utilizzare le due direzioni normalmente utilizzate nelle ferrovie giapponesi. Al loro posto, vengono utilizzati i termini "circolare esterna" (o outer loop) (外回り?, Soto mawari) e  "circolare interna" (o inner loop) (内回り?, Uchi mawari). Quella esterna va in senso orario (da Osaka verso Kyōbashi e Tennōji), mentre quella interna va in senso esterno (via Nishi-Kujō).
In base alle regole, come la registrazione della linea al Ministero del Territorio, Infrastrutture e Trasporti), la circolare interna va verso sud.

### Locali
I treni locali sono esercitati tutto il giorno. Alcuni completano tutta la circolare, mentre altri servono la parte orientale, fra Osaka e Tennōji via Kyōbashi.

### Linea Sakurajima
I treni della linea Sakurajima operano attraverso la linea circolare da/per Kyōbashi e Tennoji.
Vengono utilizzati elettrotreni delle serie 103 e 201 a otto casse.

### Servizio rapido della linea Kansai
Il servizio lungo la linea Kansai (Linea Yamatoji) è iniziato nel 1973. I treni "Rapido Yamatoji" (大和路快速?, Yamatoji Kaisoku) e "Regionale Rapid" (区間快速?, Kukan Kaisoku) partono da Tennōji, percorrono la linea internamente via Osaka, e dopo aver passato nuovamente per la stessa Tennōji escono dalla linea prendendo la linea Kansai per dirigersi a Kamo, Nara o Ōji. All'interno della circolare, i Rapidi Yamatoji passano solo alcune stazioni, mentre i Regionali Rapidi fermano in tutte le stazioni. Per i "Rapido Yamatoji" vengono usate delle EMU da 6 o 8 carrozze della serie 221, mentre per i "Regionali Rapidi" si usano anche le serie 103 in composizione da 8 carrozze.

### Servizio rapido della linea Hanwa
Dopo essere usciti dalla linea circolare, i treni "Rapido Aeroporto Kansai" (関空快速?, Kankū Kaisoku) si dirigono all'Aeroporto Kansai, e i Rapido Kishūji (紀州路快速?, Kishūji Kaisoku) verso Wakayama. Il servizio è partito nel 1994. Vengono usate EMU in configurazione 4+4. Alla mattina e a tarda sera vengono usate composizioni in 4 carrozze.

### Servizi espressi
Alcuni servizi a tariffa speciale come Haruka per l'Aeroporto Kansai o il Kuroshio, Super Kuroshio e Ocean Arrow sulla linea Hanwa e la Kisei Principale diretti verso la scenografica parte meridionale della Prefettura di Wakayama utilizzano la linea circolare come bypass per la linea Tōkaidō e la Hanwa. All'interno della circolare i treni fermano solo a Tennōji, tranne alcuni che fermano anche a Nishikujō.

### Treni merci
Dopo l'abbandono dello scalo merci di Naniwa, gli unici treni merci che percorrono la linea sono quelli fra le stazioni di Fukushima e Nishikujō, provenienti dalla linea merci di Umeda e diretti a Ajikawaguchi, sulla linea Sakurajima.

## Stazioni
La linea è gestita dalla compagnia JR West e collega:
| Stazione      | Giapponese | Distanza | Distanza | Interscambi ferrovie | Interscambi metropolitana                                                             | Posizione     |
| Stazione      | Giapponese | Da Tenma | Totale   | Interscambi ferrovie | Interscambi metropolitana                                                             | Posizione     |
| ------------- | ---------- | -------- | -------- | --- | ------------------------------------------------------------------------------------- | ------------- |
| Ōsaka         | 大阪       | 1,6      | 0,0      | ■ Linea principale Tōkaidō (linee JR Kyōto, JR Kōbe e JR Takarazuka) ■ Linea JR Tōzai (presso la stazione di Kitashinchi) ■ Linea Hankyū Kyōto ■ Linea Hankyū Kōbe ■ Linea Hankyū Takarazuka ■ Linea principale Hanshin | Linea Tanimachi (Higashi-Umeda) Linea Midōsuji (Umeda) Linea Yotsubashi (Nishi Umeda) | Kita-ku       |
| Fukushima     | 福島       | 1,0      | 1,0      | ■ Linea JR Tōzai (presso la stazione di Shin-Fukushima) ■ Linea principale Hanshin (presso la stazione di Fukushima) ■ Linea Keihan Nakanoshima (Nakanoshima)                                                           |                                                                                       | Fukushima-ku  |
| Noda          | 野田       | 1,4      | 2,4      | | Linea Sennichimae (Tamagawa)                                                          | Fukushima-ku  |
| Nishikujō     | 西九条     | 1,2      | 3,6      | ■ Linea Sakurajima ■ Linea Hanshin Namba |                                                                                       | Konohana-ku   |
| Bentenchō     | 弁天町     | 1,6      | 5,2      | | Linea Chūō                                                                            | Minato-ku     |
| Taishō        | 大正       | 1,8      | 7,0      | | Linea Nagahori Tsurumi-ryokuchi                                                       | Taishō-ku     |
| Ashiharabashi | 芦原橋     | 1,2      | 8,2      | Linea Shiomibashi (Ashiharachō) |                                                                                       | Naniwa-ku     |
| Imamiya       | 今宮       | 0,6      | 8,8      | ■ Linea principale Kansai (Linea Yamatoji) |                                                                                       | Naniwa-ku     |
| Shin-Imamiya  | 新今宮     | 1,2      | 10,0     | ■ Linea principale Kansai (Linea Yamatoji) ■ Linea principale Nankai ■ Linea Nankai Kōya ■ Linea Hankai (Minami-Kasumichō)                                                                                              | Linea Midōsuji (Dōbutsuen-mae) Linea Sakaisuji (Dōbutsuen-mae)                        | Naniwa-ku     |
| Tennōji       | 天王寺     | 1,0      | 11,0     | ■ Linea principale Kansai (Linea Yamatoji) ■ Linea Hanwa ■ Linea Kintetsu Minami-Ōsaka (Abenobashi) ■ Linea Hankai Uemachi                                                                                              | Linea Midōsuji Linea Tanimachi                                                        | Tennōji-ku    |
| Teradachō     | 寺田町     | 1,0      | 12,0     | |                                                                                       | Tennōji-ku    |
| Momodani      | 桃谷       | 1,2      | 13,2     | |                                                                                       | Tennōji-ku    |
| Tsuruhashi    | 鶴橋       | 0,8      | 14,0     | ■Linea Kintetsu Nara ■ Linea Kintetsu Ōsaka | Linea Sennichimae                                                                     | Tennōji-ku    |
| Tamatsukuri   | 玉造       | 0,9      | 14,9     | | Linea Nagahori Tsurumi-ryokuchi                                                       | Tennōji-ku    |
| Morinomiya    | 森之宮     | 0,9      | 15,8     | | Linea Nagahori Tsurumi-ryokuchi Linea Chūō                                            | Chūō-ku       |
| Osakajō-kōen  | 大阪城公園 | 0,9      | 16,7     | |                                                                                       | Jōtō-ku       |
| Kyōbashi      | 京橋       | 0,8      | 17,5     | ■ Linea Katamachi ■ Linea JR Tōzai ■ Linea principale Keihan | Linea Nagahori Tsurumi-ryokuchi                                                       | Jōtō-ku       |
| Sakuranomiya  | 桜ノ宮     | 1,8      | 19,3     | |                                                                                       | Miyakojima-ku |
| Temma         | 天満       | 0,8      | 20,1     | | Linea Sakaisuji (Ōgimachi)                                                            | Kita-ku       |

### Schemi di fermata
Treni
- Circolare: Treni locali della linea circolare
- Yumesaki: Treni diretti sulla linea JR Yumesaki
- Reg R: Servizio Rapido Regionale (linea Yamatoji)
- Yamatoji R: Servizio Rapido Yamatoji
- Dir R: Servizio Rapido Diretto
- BR: Servizio Rapido B (dalla linea Hanwa verso Shin-Osaka)
- Kishuji R: Servizio Rapido Kishuji
- Kansai Apt. R: Servizio Rapido Aeroporto Kansai
- R: Servizio Rapido (linea Hanwa)

Stazioni
- ●: Il treno ferma
- Esterna: fermano i treni della circolare esterna
- numero: Binario di arrivo e partenza
- | (entrambi), ↑ (esterna) : i treni non fermano

| ●tation        | Loop     | Yumesaki          | Reg R          | Yamatoji R     | Dir R       | BR (per Shin-Osaka) | Kishuji R   | Kansai Apt. R | R (Linea Hanwa) |
| -------------- | -------- | ----------------- | -------------- | -------------- | ----------- | ------------------- | ----------- | ------------- | --------------- |
| Tennoji        | ● 11-14  | ● 11-14           | ● 11-14        | ● 11-14        | ● 11-14     |                     | ● 11-14     | ● 11-14       | ● 11-14         |
| Teradacho      | ●        | ●                 | ●              | ●              | ●           |                     | ●           | ●             | ●               |
| Momodani       | ●        | ●                 | ●              | ●              | ●           |                     | ●           | ●             | ●               |
| Tsuruhashi     | ●        | ●                 | ●              | ●              | ●           |                     | ●           | ●             | ●               |
| Tamatsukuri    | ●        | ●                 | ●              | ●              | ●           |                     | ●           | ●             | ●               |
| Morinomiya     | ●        | ●                 | ●              | ●              | ●           |                     | ●           | ●             | ●               |
| Osakajokoen    | ●        | ●                 | ●              | ●              | ●           |                     | ●           | ●             | ●               |
| Kyobashi       | ●        | ●                 | ●              | ●              | ●           |                     | ●           | ●             | ●               |
| ●akuranomiya   | ●        | ●                 | ●              | ●              | ●           |                     | ●           | ●             | ●               |
| Temma          | ●        | ●                 | ●              | ●              | ●           |                     | ●           | ●             | ●               |
| Osaka          | ●        | ●                 | ●              | ●              | ●           |                     | ●           | ●             | ●               |
| Fukushima      | ●        | ●                 | ●              | ●              | ●           |                     | ●           | ●             | ●               |
| Noda           | ●        | ●                 | ●              | \|             | ●           |                     | \|          | \|            | \|              |
| Nishikujo      | ●        | ●                 | ●              | ●              | ●           | Esterna             | ●           | ●             | ●               |
| Bentencho      | ●        |                   | ●              | ●              | ●           | Esterna             | ●           | ●             | ●               |
| Taisho         | ●        |                   | ●              | ●              | ●           | Esterna             | ●           | ●             | ●               |
| Ashiharabashi  | ●        |                   | ●              | \|             | ●           | ↑                   | \|          | \|            | \|              |
| Imamiya        | ●        |                   | ●              | \|             | ●           | ↑                   | \|          | \|            | \|              |
| Shin-Imamiya   | ● 1, 4   |                   | ● 2-4          | ● 2-4          | ● 2-4       | Esterna 3, 4        | ● 2-4       | ● 2-4         | ● 2-4           |
| Tennoji        | ● 11, 14 |                   | ● 15-18        | ● 15-18        | ● 15, 18    | Esterna 18          | ● 15, 18    | ● 15, 18      | ● 15, 18        |
| Diretto da/per |          | Linea JR Yumesaki | Linea Yamatoji | Linea Yamatoji | Linea Hanwa | Linea Hanwa         | Linea Hanwa | Linea Hanwa   | Linea Hanwa     |

## Materiale rotabile

### Utilizzati

#### Locale
- serie 103
- serie 201
- serie 323

#### Rapidi
- serie 221
- serie 223 (sottoserie 0 e 2500)
- serie 225 (sottoserie 5000 e 5100)

#### Espressi limitati
- serie 281 (servizio Haruka)
- serie 283 (servizio Kuroshio)
- serie 287 (servizio Kuroshio)
- serie 289 (servizio Kuroshio)

#### Merci
Le locomotive utilizzate per i servizi merci comprendono le serie M250, EF65, EF66, EF81, EF210 e DE10.

### Passate

#### Passeggeri
- serie 101 (fino al 28 aprile 1991)
- serie 113 (fino al 10 dicembre 2011)
- serie 72
- serie 381 (fino al 30 Ottobre 2015)

#### Merci
- DD51

## Foto

### Treni

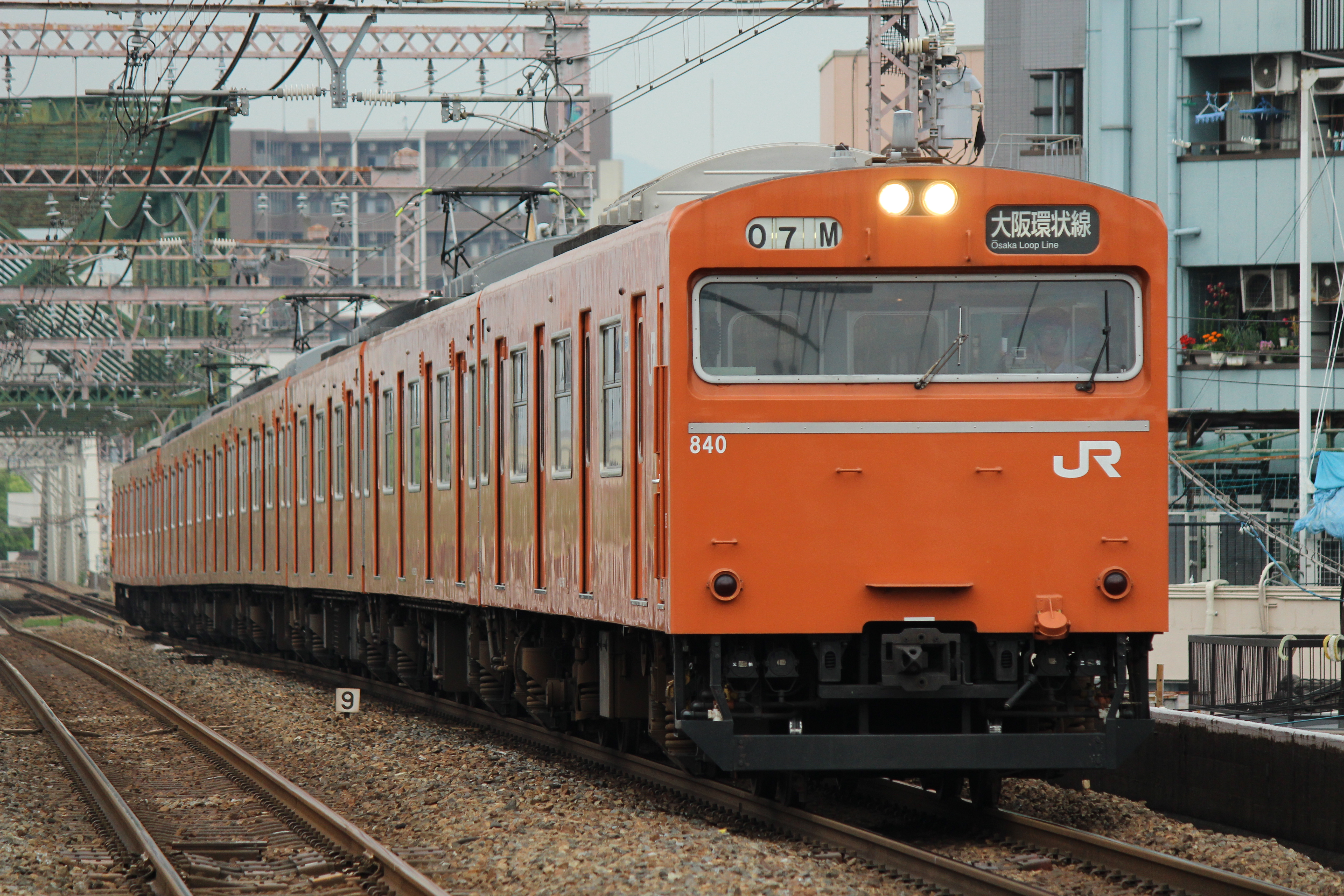
Serie 103
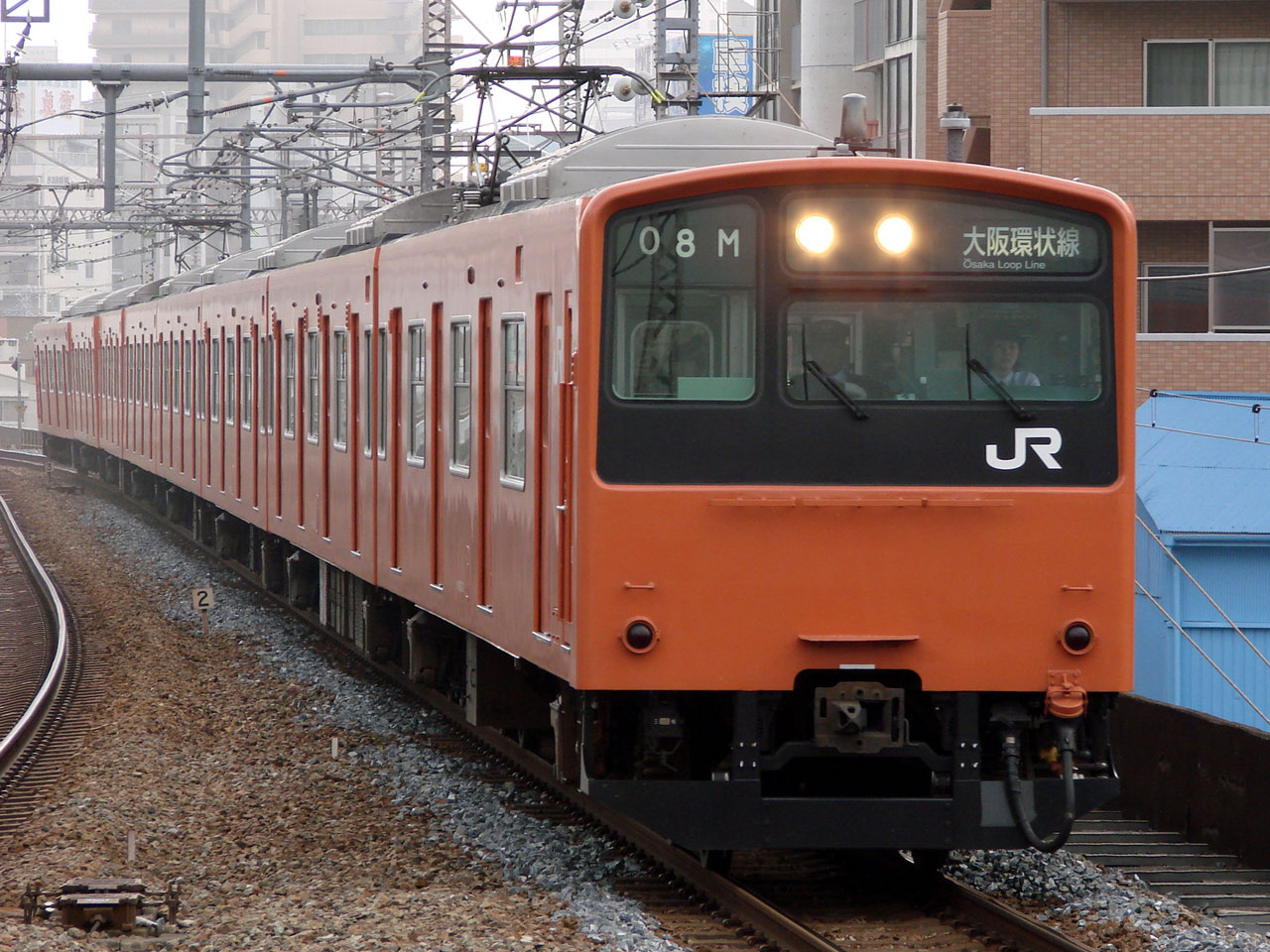
Serie 201
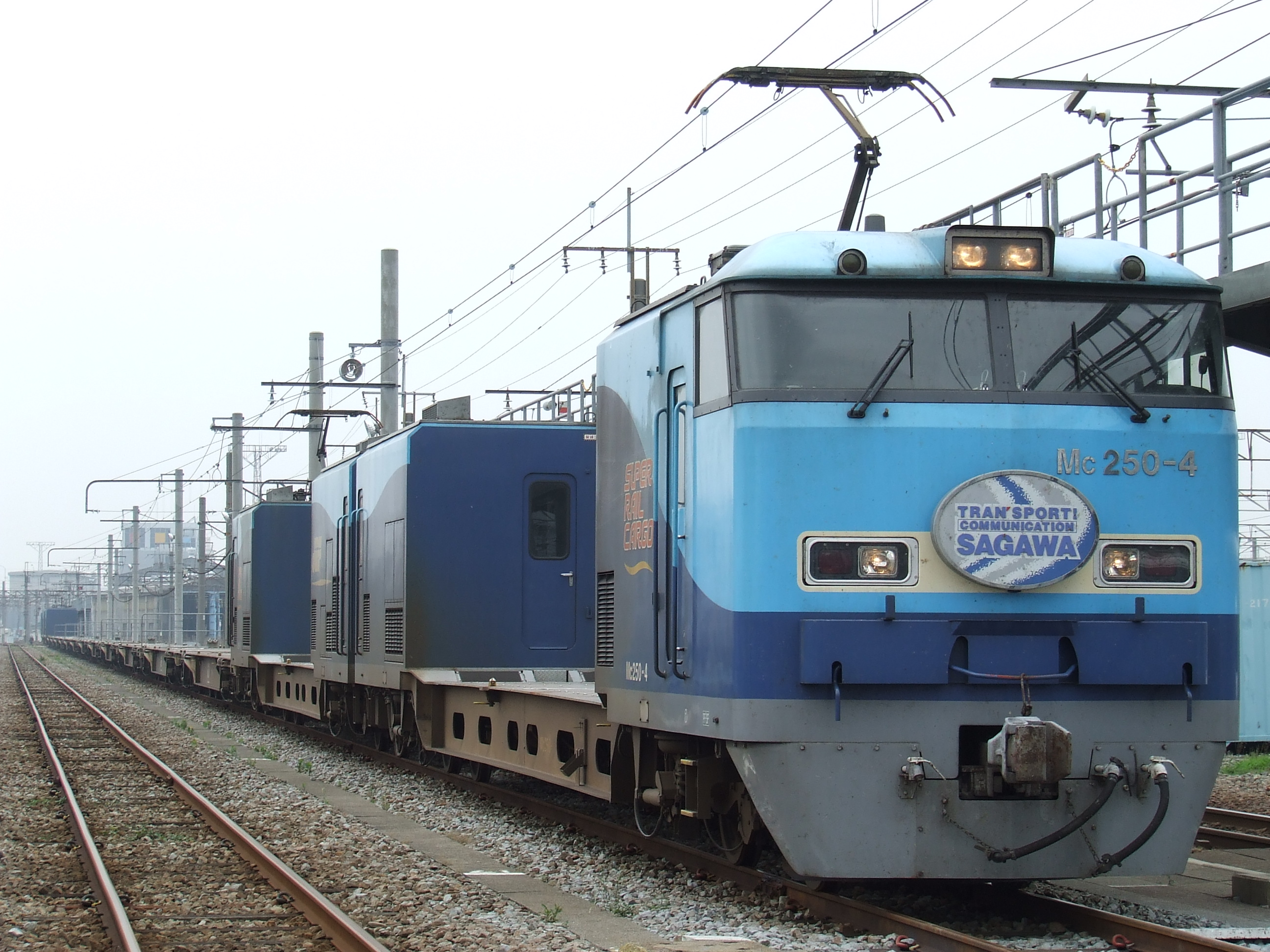
Serie M250
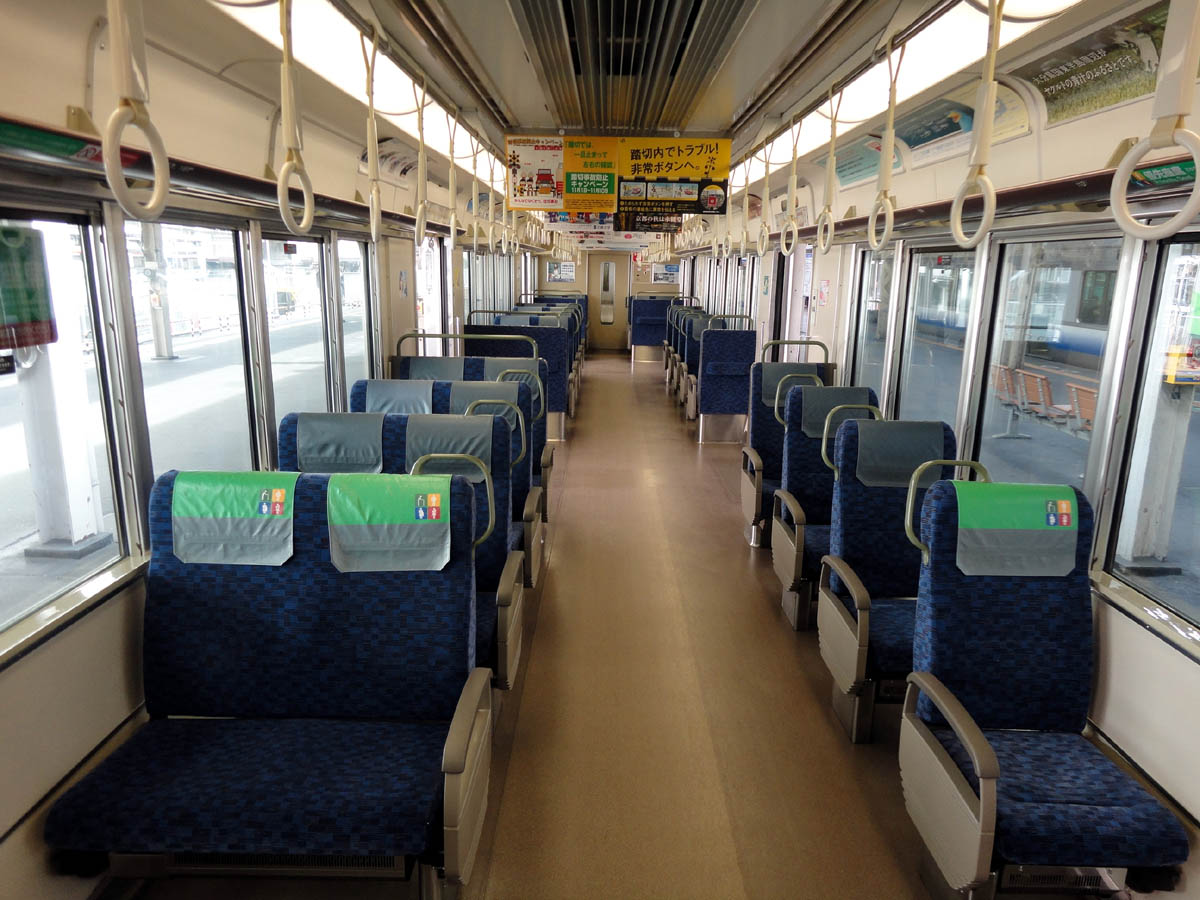
Interni della serie 223
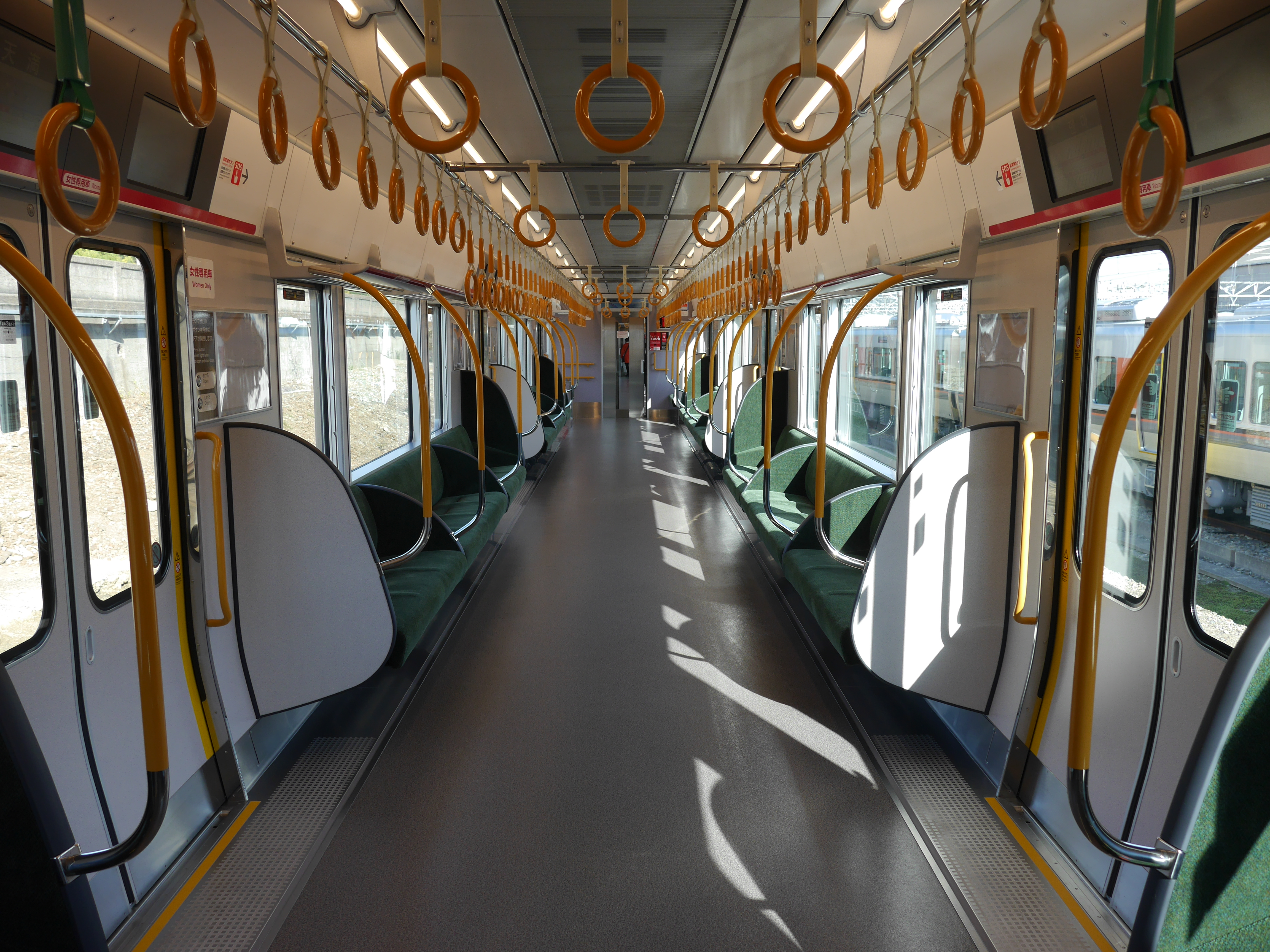
Interni della serie 323